# Esma Agolli
Esma Agolli (Tirana, 1º luglio 1928 – Tirana, 5 giugno 2010) è stata un'attrice albanese.

## Biografia
Durante la guerra, ancora adolescente, nell'ambito della resistenza antifascista si impegna nel movimento teatrale debuttando nel 1942. Diplomatasi nel 1945 alla scuola pedagogica, nel 1948 diventa attrice professionista del Teatro del Popolo ricoprendo quasi sessanta ruoli in opere nazionali e internazionali come Le allegre comari di Windsor, Re Lear, Le tre sorelle, La locandiera. La sua interpretazione di Mirandolina nel 1962, in teatro e anche in un film per la televisione, è considerata uno dei suoi maggiori successi. Nel 1964 si diplomò al liceo artistico. La sua prima partecipazione cinematografica risale al 1957, in seguito interpretò una decina di film per il grande schermo o per la televisione. Si ritirò ufficialmente dalle scene nel 1980, ma non fu un abbandono definitivo. Ancora nel 2004 fu protagonista in Streha e të harruarve. Morì nel 2010 per arresto cardiaco.

## Filmografia parziale
- Fëmijët e saj, cortometraggio, regia di Hysen Hakani (1957)
- Tana, regia di Kristaq Dhamo (1958)
- Përtej mureve të gurta, regia di Gëzim Erebara (1979)
- Mysafiri, regia di Hysen Hakani (1979)
- Ne shtepine tone, regia di Dhimiter Anagnosti (1979)
- Streha e të harruarve, film TV, regia di Mihal Luarasi (2004)

## Riconoscimenti
All'attrice venne conferito il titolo Artist i Merituar (artista meritorio dell'Albania).